# Ihlekanal

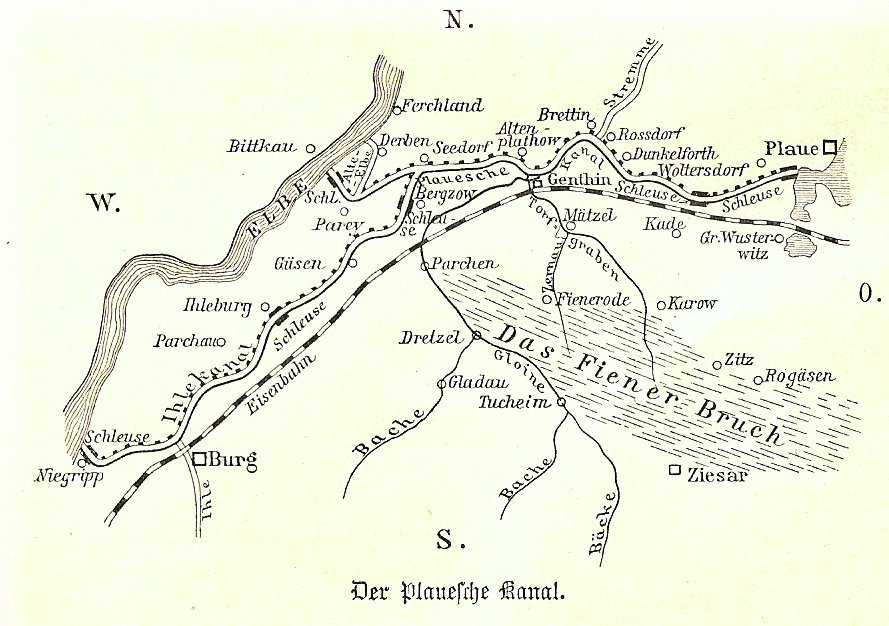
Der Ihlekanal zwischen der Elbe und dem Plauer Kanal

Der Ihlekanal war eine künstliche Wasserstraße zwischen der Elbe und dem Plauer Kanal bei Parey in der früheren preußischen Provinz Sachsen. Er wurde in der Zeit von 1865 bis 1872 gebaut und war etwa 30 Kilometer lang.

## Gründe für den Kanalbau
Mit der Gründung des deutschen Reiches 1871 kam es auch in der Stadt Burg zu einer bescheidenen wirtschaftlichen Entwicklung durch Firmenansiedlung. Die Stadt Burg äußerte damals den Wunsch, an das Wasserstraßennetz angeschlossen zu werden.
Schifffahrtstechnisch bildeten sich an der Einmündung des Plauer Kanals in die Elbe immer wieder Behinderungen durch Versandung. Die Elbe führte im Sommer monatelang Niedrigwasser, was zu Tauchtiefenbeschränkungen führte und die Schifffahrt auf der Strecke von Parey nach Magdeburg benachteiligte.
Mit der Anlage des Kanals wurde eine Strecke von etwa 30 Kilometern auf der Elbe eingespart. Dieser Abschnitt war besonders in der Bergfahrt, gegen die Strömung des Flusses, sehr beschwerlich.

## Kanalverlauf
In der Nähe des Ortes Bergzow zweigte der neue Kanal aus dem Plauer Kanal ab, folgte bis Burg in westlicher Richtung dem Tal des Flusses Ihle. Bei Niegripp mündete er in einen Bogen der Stromelbe. Der Kanal erhielt in etwa den gleichen Querschnitt wie der Plauer Kanal.

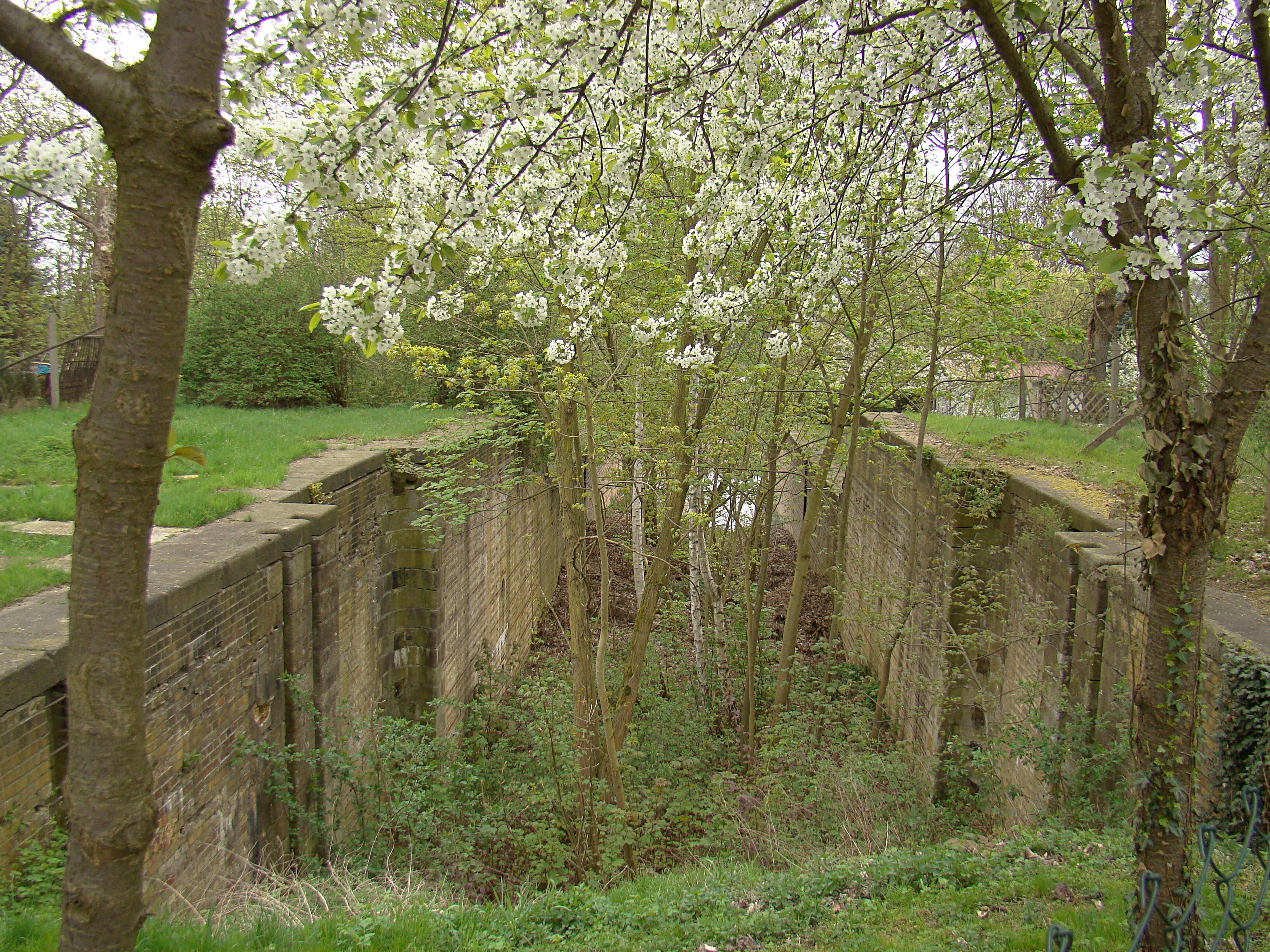
Reste der alten Schleuse Niegripp

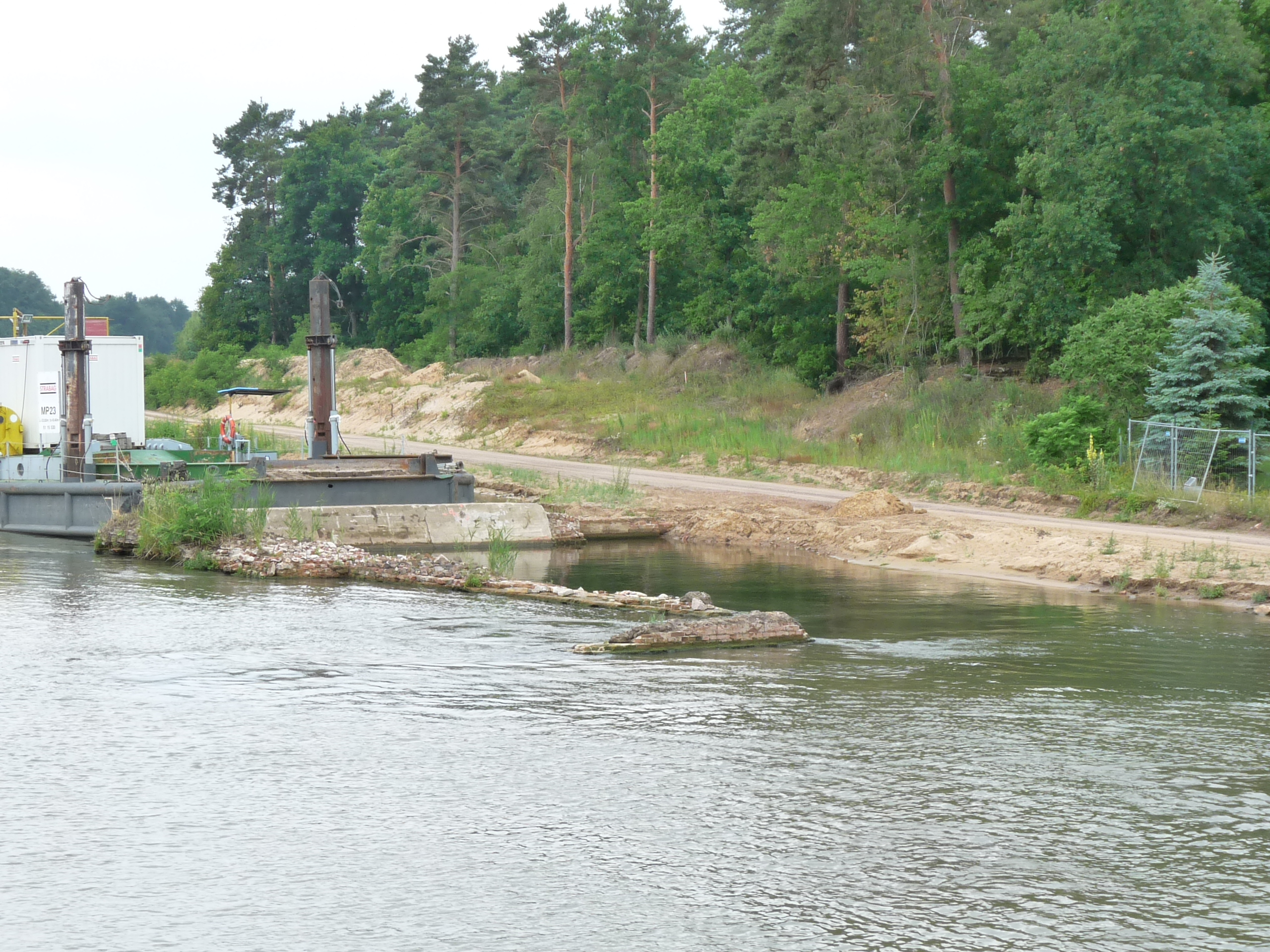
Mauerreste der früheren Schleuse Ihleburg

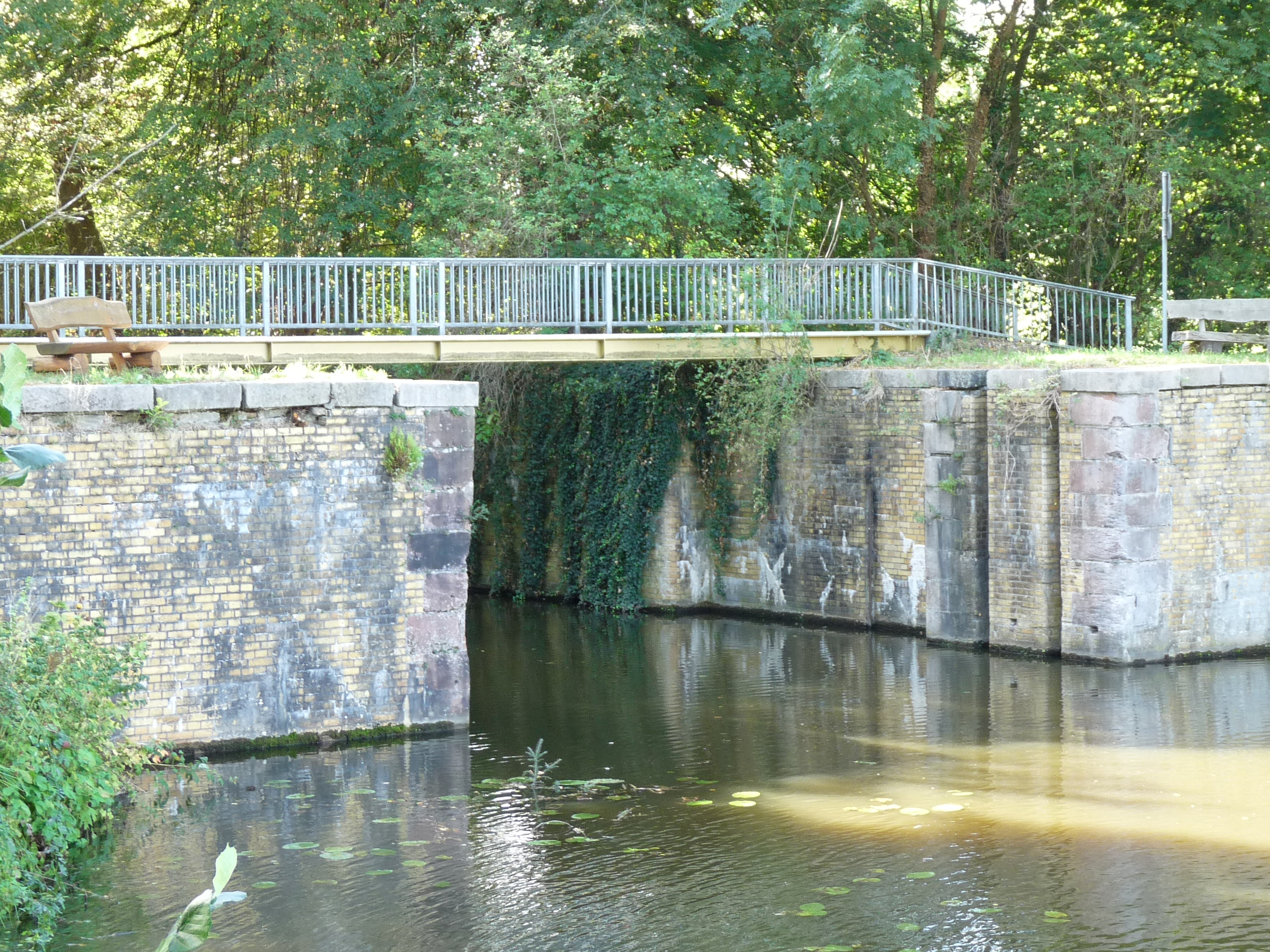
Unterhaupt der Schleuse Bergzow

### Schleusen

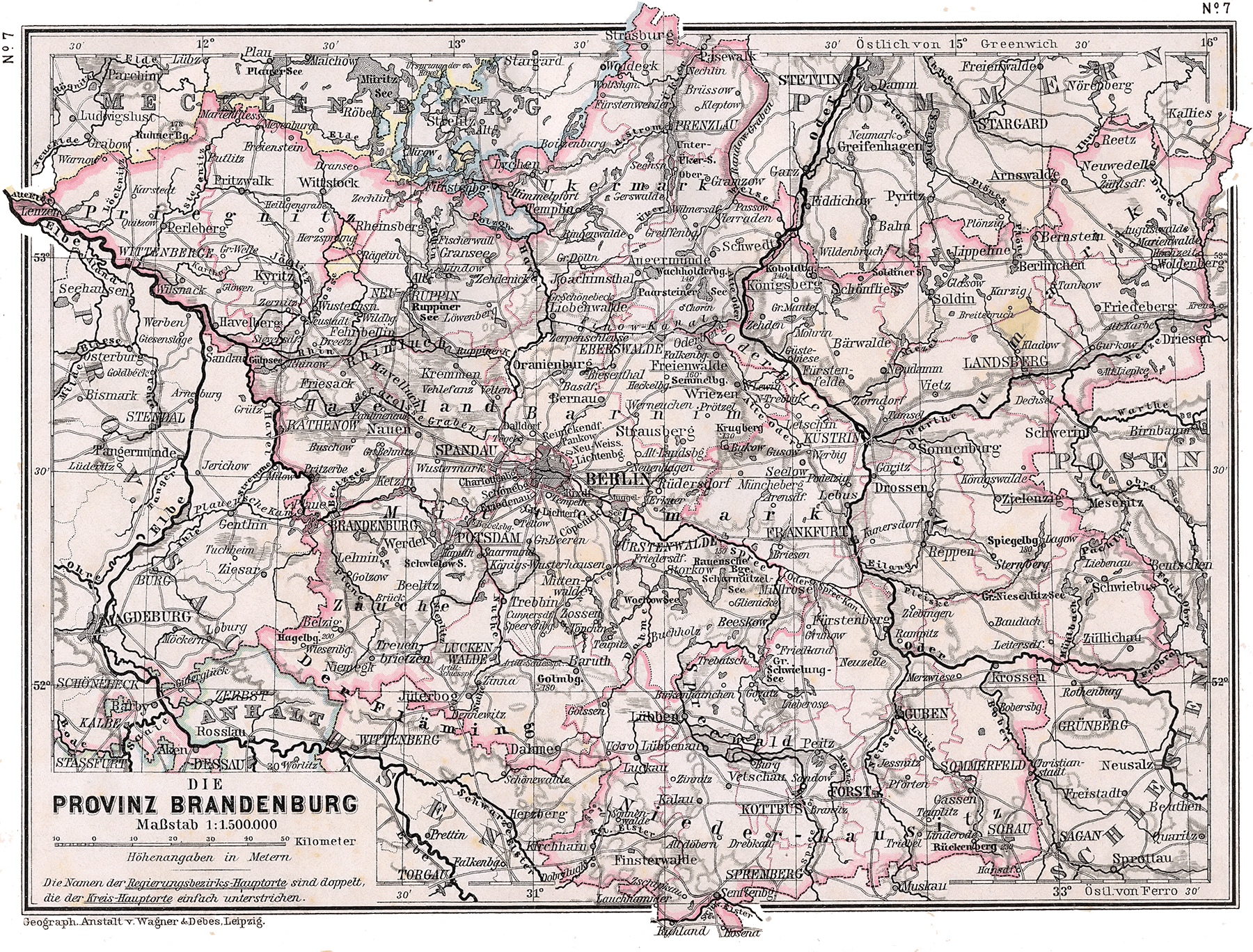
Die Lage des Ihlekanals auf einer historischen Karte

Der historische Ihlekanal wurde mit drei Schleusen versehen. Sie wurden ebenfalls in der Zeit von 1865 bis 1872 erbaut.
- Alte Schleuse Niegripp (52° 16′ 14,9″ N, 11° 45′ 23,3″ O)
Die Fallhöhe in der (alten) Schleuse Niegripp wurde durch die wechselnden Wasserstände der Elbe bestimmt. Sie wurde als Kuppelschleuse mit drei Häuptern, also mit zwei hintereinanderliegenden Kammern gebaut. Jede Kammer hatte eine nutzbare Länge von 47 Metern. Die gesamte Nutzlänge der Schleuse betrug 98,5 Meter, die nutzbare Breite lag bei 8 Meter..
Für den Fall von eintretender Wasserknappheit im Kanalgebiet gab es an der Schleuse Niegripp Freiarchen zum Einleiten von Elbwasser in den Kanal.
- Schleuse Ihleburg (52° 19′ 39,5″ N, 11° 56′ 28,6″ O)
Die Schleuse Ihleburg hatte eine nutzbare Länge von 47 Meter. Sie war 8 Meter breit. Die Fallhöhe betrug im Durchschnitt 2,50 Meter.
- Schleuse Bergzow (52° 23′ 47,8″ N, 12° 2′ 46,6″ O)
Die Schleuse Bergzow war 47 Meter lang und 8 Meter breit. Die Fallhöhe betrug 2,70 Meter

## Die Erweiterung des Kanals 1883 bis 1891
Durch die Inbetriebnahme des Kanals steigerte sich der Güterverkehr bis 1882 zwischen den Havelgewässern und der Elbe enorm. In den Sommermonaten verdoppelte sich der Verkehr auf dieser Strecke. Die Vergrößerung der Schiffsabmessungen und die Einführung des Plauer-Maß-Kahns zwischen Elbe und Oder führte zwangsläufig zu einer Überlastung des Gewässers und Forderungen nach einem Ausbau. Diese beinhalteten die Verbreiterung und Vertiefung sowie die Vergrößerung bzw. Neubau der Schleusen. Die Brücken sollten erneuert werden, da sie aufgrund der geringen Durchfahrtshöhen die Schifffahrt behinderten. Die Schleusen wurden verlängert auf eine Nutzlänge von 65 Meter. Der Kanal erhielt eine Breite von 26 m und eine Mindesttiefe von 2 m. Der Kanalquerschnitt sollte nicht geringer als 42 m² sein. Zugelassen war er für eine maximale Schiffsgröße von 65 m Länge und 8 m Breite. Der Tiefgang betrug 1,60 m.
Mit dem Bau einer neuen Schleuse in Parey und der Fertigstellung eines neuen Mündungsarms des Plauer Kanals 1891 ging der Verkehr im Ihlekanal jedoch zurück. Viele Schiffer nutzten die freie Talfahrt (sich Treibenlassen mit dem Strom) auf der Elbe, um Schleppkosten im Kanal zu sparen. Der Kanal wurde überwiegend nur noch von Anliegern genutzt und verlor seine bisherige Bedeutung.

### Beispiele der Verkehrsentwicklung (Auswahl)
Rückgang der Schiffspassagen Schleuse Niegripp (Alt) in Gesamttonnen.
| 450669 | 673215 | 303800 |
| 1855   | 1890   | 1895   |

Entwicklung der Schiffspassagen Schleuse Parey (neu) in Gesamttonnen.
| 54000 | 519404 | 1285222 |
| 1890  | 1895   | 1896    |

## Der Kanalausbau 1926 bis 1938

Die Situation der Wasserstraßen 2020 mit Elbe-Havel-Kanal und dunkelblau verzeichneten Altverläufen des Ihlekanals

Mit der Verabschiedung des Mittellandkanalgesetzes am 4. Dezember 1920 wurden erstmals konkrete Festlegungen getroffen für den Ausbau der durchgehenden Wasserstraße von der Elbe zur Havel. Der Ihlekanal und der Plauer-Kanal sollten eingebunden werden in den östlichen Abschnitt des MLK, Elbe-Havel-Kanal genannt. Entsprechend der Ausbauparameter des MLK wurde während der fast zehnjährigen Bauzeit der Kanalquerschnitt auf 64 m² erweitert und der Kanal auf über 35 Meter verbreitert. Die durchschnittliche Wassertiefe betrug 2 Meter. Die zulässige Schiffsgröße erreichte 80 Meter und 9 Meter Breite. Diese hatten eine Tragfähigkeit bis eintausend Tonnen.
Die zwei Kanalstufen Ihleburg und Bergzow wurden zu einer gemeinsamen Kanalstufe, der Schleuse Zerben zusammengefasst. In Niegripp wurde eine neue Schleuse gebaut, eingebunden in den neuen Niegripper Verbindungskanal. Alle Brücken wurden erneuert und die Bauarbeiten für eine Elbüberführung des MLK wurden begonnen, jedoch mit dem Beginn des Zweiten Weltkrieges eingestellt.

### Reste des Ihlekanals
Die beim Bau und weiteren Ausbau des Elbe-Havel-Kanals verbliebenen Reststücke des Ihlekanals sind:
- Altstrecke Ihlekanal bei Niegripp (AsIh)
- Niegripper Altkanal (NAK) mit fast 0,4 km Länge bei EHK-km 331,21
- Altstrecke Parchau (AsPa)
- Altstrecke Parchauer Insel (API)
- Wehrarm Zerben (WZe)
- Bergzower Altkanal (BAK) mit 1,4 km Länge bei EHK-km 355,16

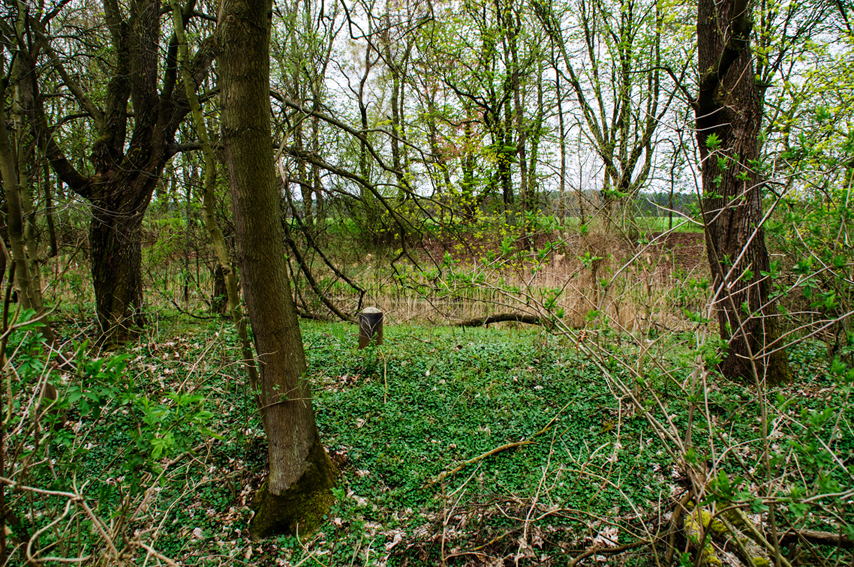
Anlegestelle bei Parey
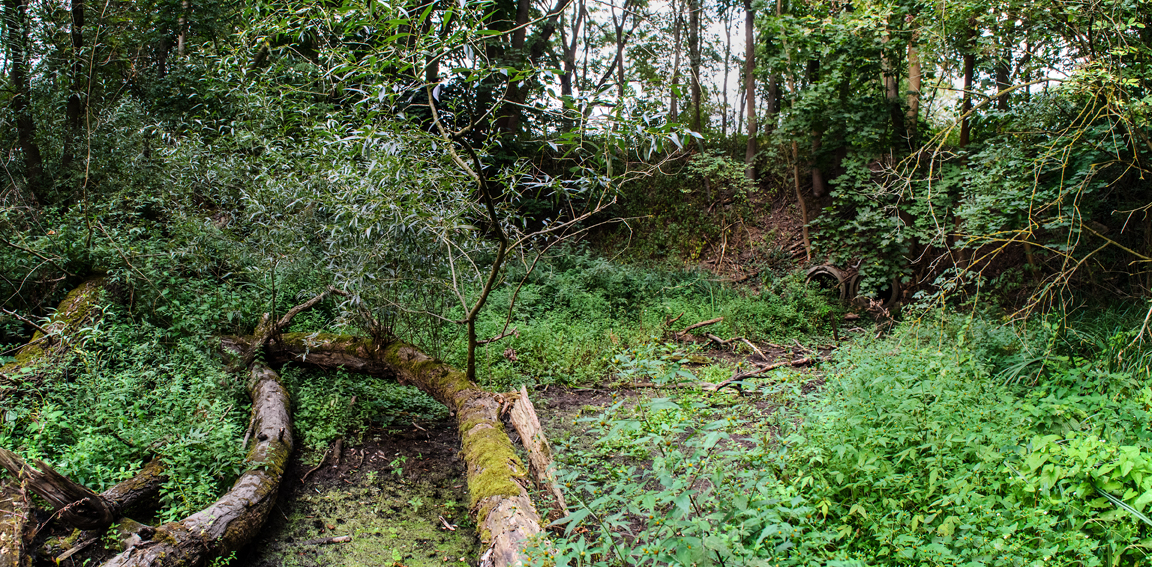
Damm ersetzt Hüsickenbrücke Parey
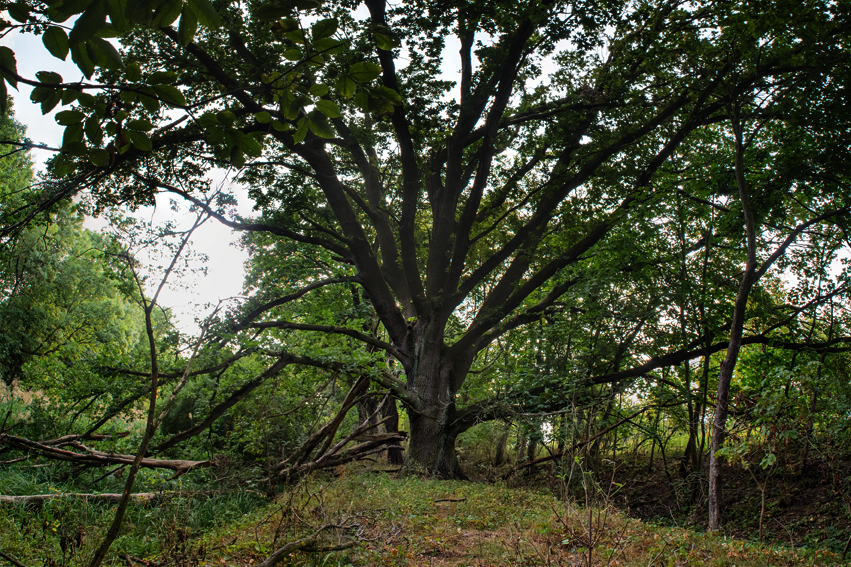
Eiche am Treidelweg bei Parey

Sie zählen zu den sog. sonstigen Binnenwasserstraßen des Bundes, für die das Wasserstraßen- und Schifffahrtsamt Spree-Havel zuständig ist.